# Josef Maier (Mechaniker)
Josef Maier (* 19. März 1921 in Lippertsreute, heute Stadt Überlingen; † 25. Oktober 1995 in Saint-Claude im Département Jura) war ein deutsch-französischer Mechaniker, Erfinder und Industrieller. 

## Herkunft und Lehrzeit
Josef Maier wurde in der Bruckfelder Mühle als sechstes von zwölf Kindern des Müllers Johann Maier geboren. Nach dem Besuch der Volksschule in Lippertsreute ging er beim Mechanikermeister Karl Widmer in Altheim (heute Gemeinde Frickingen) in die Lehre. Dessen Werkstatt war auf die Herstellung und Wartung von landwirtschaftlichem Gerät spezialisiert, insbesondere für den Obstbau. Maiers Gesellenstück bestand aus einem Kurbellagergehäuse und einer Kurbelwelle für einen Sechszylindermotor, die so perfekt gearbeitet waren, dass die Prüfer zuerst an eine Täuschung glaubten. 

## Zweiter Weltkrieg und Kriegsgefangenschaft
Im September 1940 wurde Josef Maier zur Wehrmacht eingezogen. Er diente zunächst im Fliegerhorst Memmingen, dann in Südrussland als Kraftfahrer. Während dieser Zeit befasste er sich mit Funk- und Elektrotechnik und konzipierte einen Taumelscheibenmotor für Flugzeuge, für dessen Fertigstellung er nach Deutschland zurückbeordert wurde. Im Januar 1945 vollendete er einen funktionsfähigen Prototyp in der Werkstatt der „Neuen Baumwollspinnerei“ in Bayreuth. Bei Kriegsende befand sich Maier auf Heimaturlaub in Lippertsreute, wo er in französische Kriegsgefangenschaft geriet. Auf der Zitadelle von Besançon fiel seine mechanische Begabung auf; sie ermöglichte ihm die Aufnahme eines regulären Arbeitsverhältnisses. 

## Erwerbstätigkeit
Von 1947 bis 1955 arbeitete Josef Maier im Kunststoffwerk des Monsieur Rey in Saint-Claude, wo er Spritzmaschinen konstruierte, die eine effizientere Produktion erlaubten. In dieser Zeit wuchs die Belegschaft von 38 auf über 300 Arbeiter; zudem entstand ein neues, von Maier geplantes Werksgebäude. 1955 gründete Josef Maier die Firma Maier S. A. in Saint-Claude und La Verne, die Spezialmaschinen für Feinwerkteile konstruierte und zu einem führenden Hersteller von Brillenscharnieren und flexiblen Uhrenarmbändern aus Metall aufstieg. Maiers wichtigster Geschäftspartner war der Brillenhersteller Pierre Chevassus († 2013) in Morez, der mit Maiers Maschinen um 1970 etwa vier Fünftel aller französischen Brillenscharniere produzierte. 1984 verkaufte Maier die Maier S. A. an Joël Garnier-Chevassus († 2017), den Sohn seines Partners Pierre Chevassus. 

## Luftfahrtprojekte
Um 1953 begann Josef Maier mit der Arbeit an einem Auto, das zugleich als Hubschrauber fliegen und einfach zu bedienen sein sollte. Den Motor konstruierte Maier in seinem Betrieb in Frankreich; die weitere Entwicklung erfolgte bei der J. Wagner GmbH in Fischbach (Friedrichshafen), dem führenden Hersteller von Farbspritzpistolen, deren Gründer Josef Wagner († 1987) während des Krieges als Ingenieur im Flugzeugbau tätig gewesen war. Das Resultat war der kleine vierrädrige Hubschrauber Rotocar, dessen Flugleistungen aber unbefriedigend blieben; 1962 zog sich Maier aus dem Projekt zurück. 
Ab 1982 beschäftigte sich Josef Maier wieder mit dem Taumelscheibenmotor, für dessen Weiterentwicklung er die Firma E. R. M. (= Études, Recherches, Mécanique) gründete. Die Vorstellung eines Prototyps auf der Pariser Luftfahrtschau in Le Bourget sorgte 1985 für Aufsehen in der Fachwelt. Der bekannte Computerpionier und Unternehmer Heinz Nixdorf wurde auf die Konstruktion aufmerksam; er sagte Maier eine weitere Förderung und die Klärung zwischenzeitlich aufgetretener patentrechtlicher Probleme zu. Nixdorfs Tod im Jahr 1986 und eine bald darauf einsetzende Erkrankung Maiers verhinderten die Fortsetzung des Projekts.

## Mäzenatentum

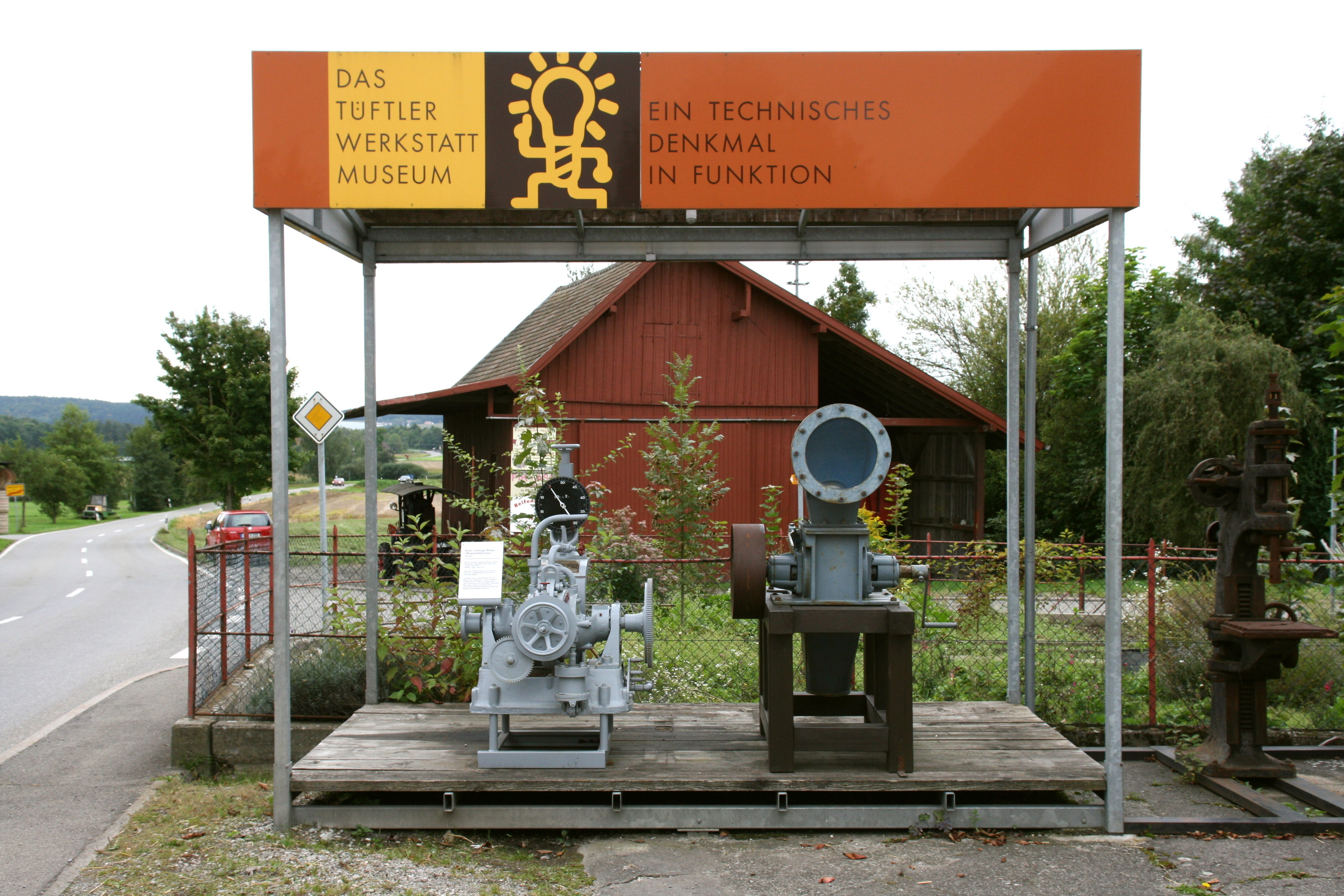
Das Tüftler-Werkstatt-Museum in Frickingen-Altheim

Josef Maiers Lebensmittelpunkt lag seit Kriegsende in Burgund, wo er als Mechaniker und Unternehmer hohe Anerkennung erfuhr und 1956 Bernadette geb. Coste heiratete. Trotzdem blieb er seiner Heimat im unteren Linzgau eng verbunden. Er zahlte die Restaurierung der Orgel in der Pfarrkirche Unserer Lieben Frau in Lippertsreute in den Jahren 1988 bis 1990 und stiftete eine Verbindung zwischen den Kirchenchören von Saint-Claude und Altheim (Frickingen). Seine Witwe Bernadette Maier setzt das Engagement fort und finanzierte die Einrichtung des Tüftlermuseums in Altheim, das 2003 in der einstigen Lehrwerkstatt ihres Mannes eröffnet wurde. 2013 gründete sie die „Bernadette-und-Josef-Maier-Stiftung“ mit Sitz in Frickingen, deren Mittel dem Unterhalt des Tüftlermuseums zugutekommen; weiter umfasst der Stiftungszweck die Werbung für das Bodensee-Obstmuseum in Frickingen und das Gerbermuseum in Leustetten (Frickingen), ferner die Förderung von Tourismus und Kulturpflege.